# 195-ös busz (Budapest)
A budapesti 195-ös jelzésű autóbusz a Puskás Ferenc Stadion és Rákoskeresztúr, városközpont között közlekedik. A járatot a Budapesti Közlekedési Zrt. üzemelteti.

## Története
2014. október 6-án 195-ös jelzéssel indítottak új járatot, így közvetlen kapcsolat jött létre a Bajcsy-Zsilinszky Kórház és Rákoskeresztúr között.
2020. április 1-jén a koronavírus-járvány miatt bevezették a szombati menetrendet, ezért a vonalon a forgalom szünetelt. Az intézkedést a zsúfoltság miatt már másnap visszavonták, így április 6-ától újra a tanszüneti menetrend van érvényben, a szünetelő járatok is újraindultak.
2023. január 7-étől üzemideje bővül már hétvégén is közlekedik.

## Útvonala
| Rákoskeresztúr, városközpont felé |
| Puskás Ferenc Stadion M vá. – Ifjúság útja – Dózsa György út – Kerepesi út – Pongrácz út – Liget tér – Kápolna utca – Kápolna tér – Óhegy utca – Kada utca – Maglódi út – Sírkert út – Kozma utca – Jászberényi út – Pesti út – Rákoskeresztúr, városközpont vá. |
| Puskás Ferenc Stadion felé |
| Rákoskeresztúr, városközpont vá. – Pesti út – Jászberényi út – Kozma utca – Sírkert út – Maglódi út – Kada utca – Óhegy utca – Kápolna tér – Kápolna utca – Liget tér – Pongrácz út – Kerepesi út – Ifjúság útja – Puskás Ferenc Stadion M vá.                   |

## Megállóhelyei
| 0  | Puskás Ferenc Stadion M végállomás      | 43 | 95, 130 77 396, 397, 398, 399, 400, 402, 410, 412, 414, 422, 424, 430, 432, 434, 435, 436, 437, 438, 439, 440, 441, 442, 485, 486 1020, 1021, 1024, 1031, 1034, 1037, 1039, 1040, 1044, 1045, 1046, 1049, 1050, 1052, 1053, 1054, 1060, 1063, 1066, 1067, 1068, 1069, 1070, 1075, 1076, 1077, 1078 |
| 3  | Puskás Ferenc Stadion M                 | 41 | 95, 130 73, 75, 80 1, 1A |
| 3  | Őrnagy utca                             | 40 | 95, 130 73, 80 |
| 4  | Hős utca                                | 38 | 95 73 |
| 6  | Pongrácz úti lakótelep                  | 35 | 95 37, 37A 73 |
| 8  | Kistorony park                          | 34 | 95 73 |
| 9  | Kőbánya alsó vasútállomás               | 33 | 9, 95, 117, 151, 162, 185, 217, 217E, 262 3, 28, 28A, 62, 62A 73 S21 S50 G50 Z50 |
| 10 | Kápolna utca                            | 31 | 9, 95, 162, 185, 217, 262 3, 28, 28A, 62, 62A 73 |
| 11 | Kápolna tér                             | 30 | 95, 217 73 |
| 12 | Óhegy park                              | 29 | 95 |
| 13 | Márga utca                              | 28 | 95 |
| 14 | Kemence utca                            | 27 | 95 |
| 15 | Kada utca / Harmat utca                 | ∫  | 85, 85E, 95, 185 |
| 15 | Kada utca / Mádi utca                   | 25 | 85, 85E, 95, 185 |
| 17 | Kada utca / Maglódi út                  | 24 | 95 28, 28A, 37 |
| 18 | Bajcsy-Zsilinszky Kórház                | 23 | 95 28, 28A, 37 |
| 19 | Venyige utca                            | 22 | 95 28, 28A, 37 |
| 20 | Sírkert út                              | 20 | 95 28, 28A, 37 |
| 22 | Új köztemető                            | 19 | 68, 95, 202E, 268 28, 28A, 37 |
| 23 | Izraelita temető                        | 17 | 68, 268 28 |
| 24 | Gránátos utca                           | 16 | 68, 268 |
| 25 | Meténg utca                             | 15 | 68, 268 |
| 26 | Athenaeum Nyomda (↓) Kozma utca (↑)     | 15 | 68, 161, 161A, 162, 262, 268 484 |
| 27 | Kossuth Nyomda                          | 13 | 68, 161, 161A, 162, 168E, 262, 268 484 |
| 28 | Legényrózsa utca                        | 11 | 68, 161, 161A, 162, 262, 268 484 |
| 30 | Rézvirág utca                           | 10 | 67, 68, 161, 161A, 161E, 162, 202E, 261E, 262, 268 |
| 31 | Dombhát utca                            | 9  | 68, 161, 161A, 162, 262, 268 |
| 32 | 501. utca                               | 7  | 68, 161, 161A, 162, 202E, 262, 268 |
| 33 | Akadémiaújtelep vasútállomás            | 6  | 161, 161A, 162, 202E, 262 S80 |
| 33 | 509. utca                               | 6  | 161, 161A, 162, 202E, 262 |
| ∫  | Keresztúri út                           | 5  | 161, 161A, 162, 262 |
| 34 | 513. utca                               | ∫  | 67, 97E, 161, 161A, 161E, 162, 169E, 202E, 262 |
| 36 | Borsó utca                              | 4  | 67, 97E, 161, 161A, 161E, 162, 169E, 202E, 261E, 262 |
| 37 | Kis utca                                | 3  | 97E, 161, 161A, 161E, 162, 169E, 198, 202E, 261E, 262 |
| 38 | Bakancsos utca                          | 2  | 46, 97E, 161, 161A, 161E, 162, 169E, 198, 202E, 262 |
| 39 | Szent kereszt tér                       | 1  | 46, 97E, 161, 161A, 161E, 162, 169E, 198, 202E, 262 |
| 41 | Rákoskeresztúr, városközpont végállomás | 0  | 46, 97E, 98, 161, 161A, 161E, 162, 169E, 198, 202E, 262 484, 485, 486, 504, 505, 506, 508, 509, 510 1070, 1075 |

## Képgaléria

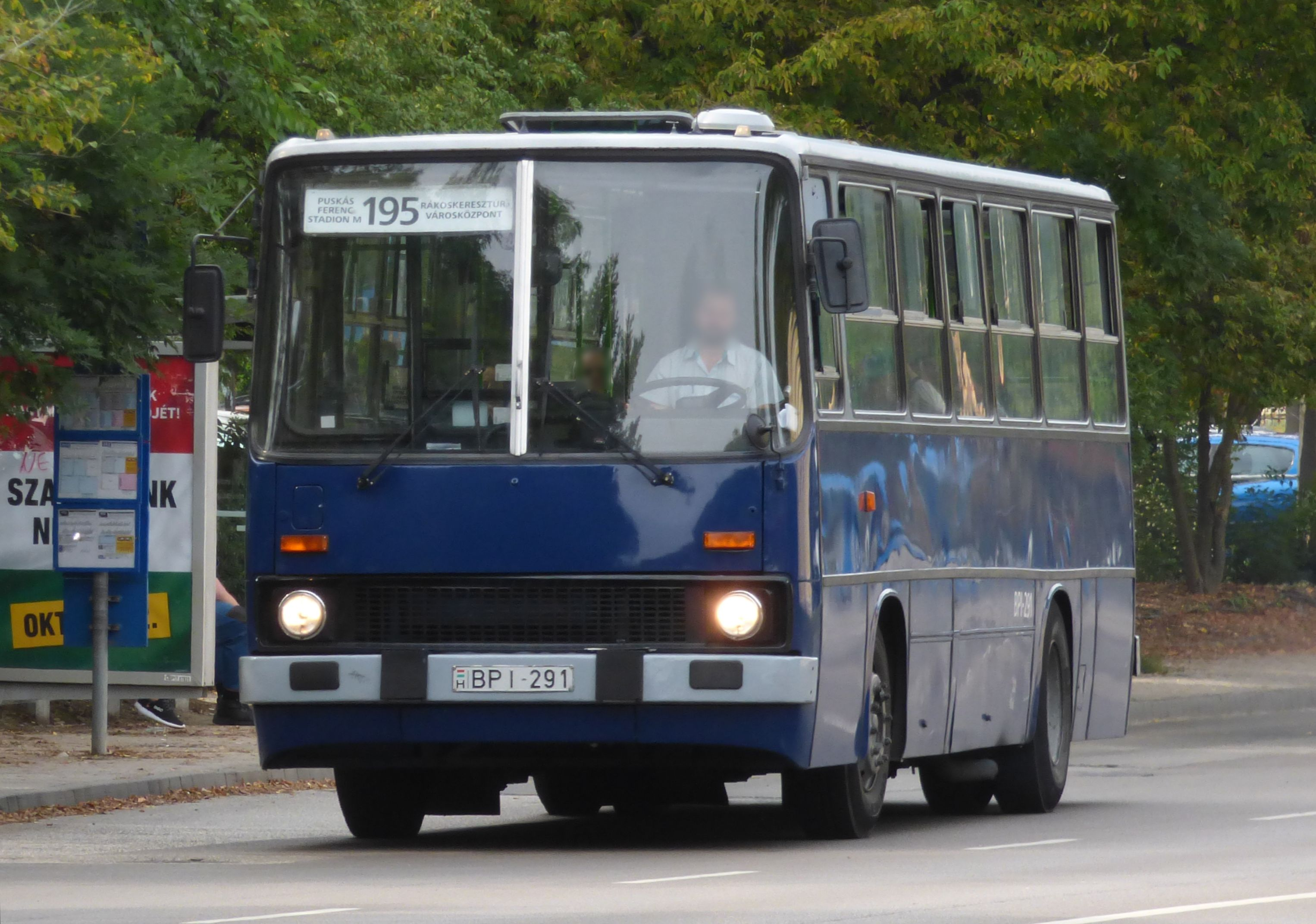
Ikarus 260
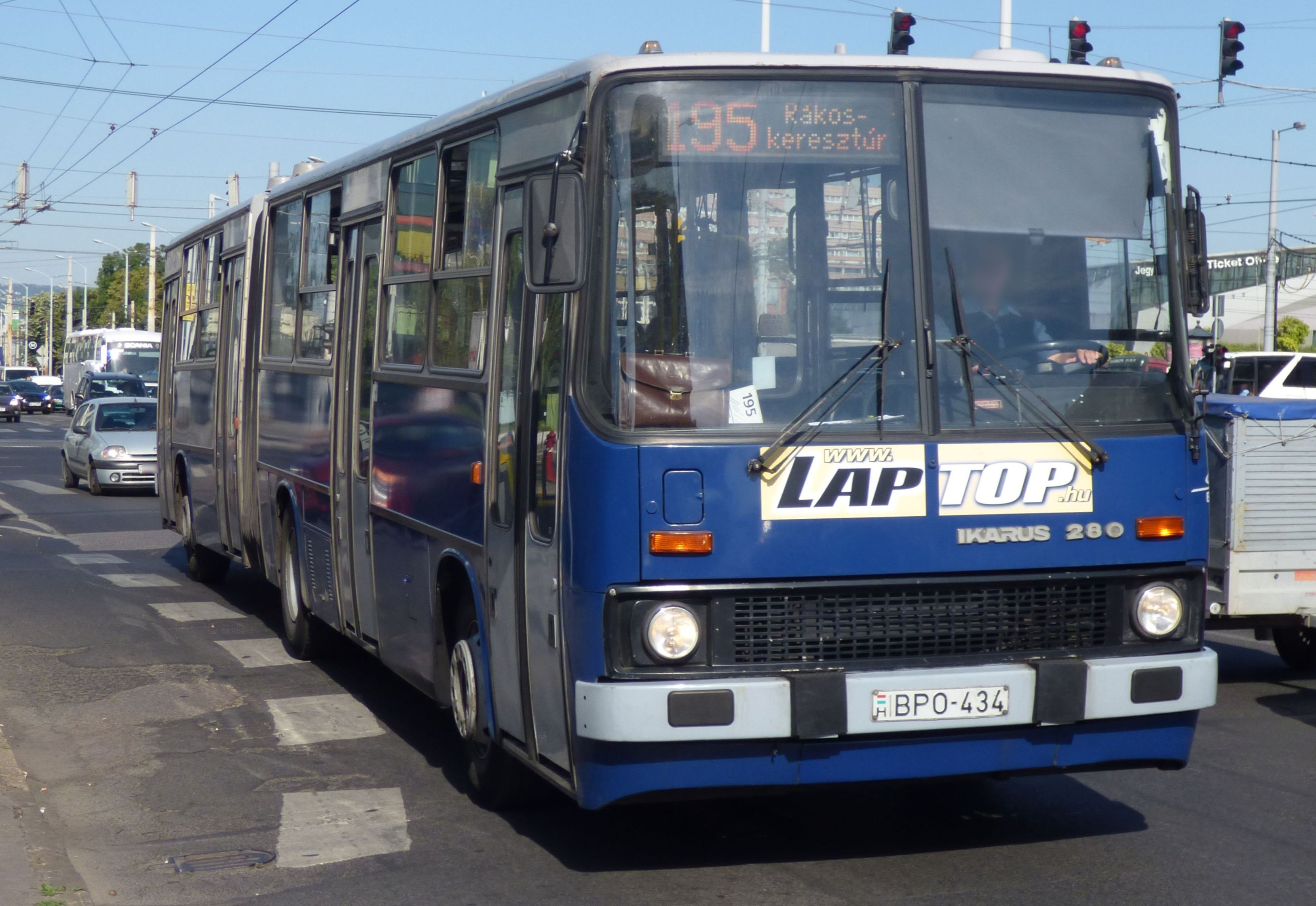
Ikarus 280
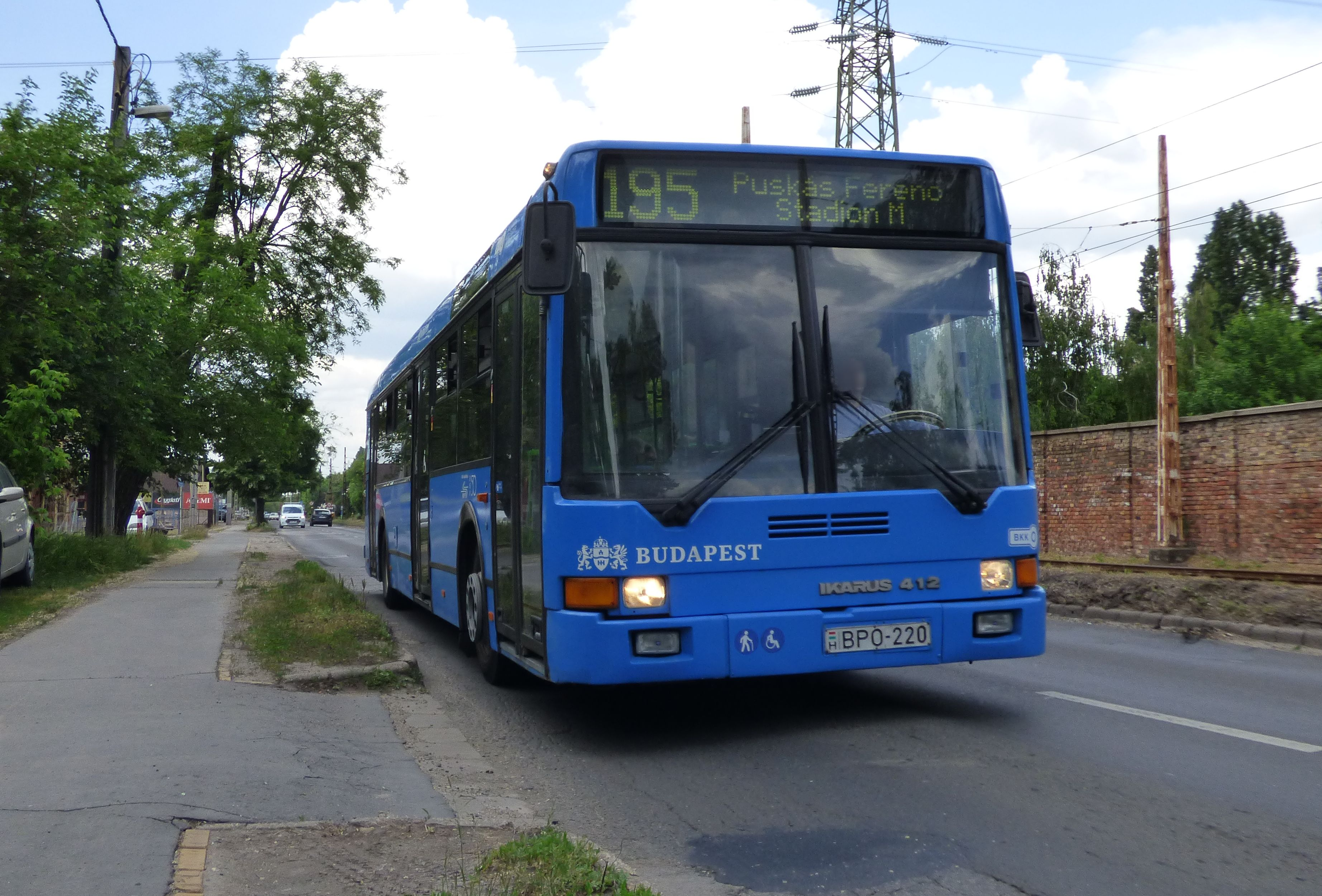
Ikarus 412